# Polypedilum unifasciatum
Polypedilum unifasciatum är en tvåvingeart som beskrevs av Jean-Jacques Kieffer 1922. Polypedilum unifasciatum ingår i släktet Polypedilum och familjen fjädermyggor.
Artens utbredningsområde är Taiwan. Inga underarter finns listade i Catalogue of Life.